# 정화당 김씨
정화당 김씨(貞和堂 金氏)는 조선 고종의 황후로 간택되었던 인물이다. 본관은 광산이다. 명성황후의 사망 후 새 황후로 간택되었으나, 제대로 책봉도 받지 못한 채 정치적 상황과 맞물려 강제 출궁 조치가 내려졌다. 이후 평생 수절을 지키면서 살다가 1917년 5월이 되어서야 겨우 입궁할 수 있었다. 그러나 궁궐 내 구석진 방에서만 지내야 했으며, 결국 고종이 사망하던 순간까지 내전에 들어간 적이 없었다.
현재 그녀의 묘는 서삼릉 내 후궁묘에 있다.

## 관련 자료
- 《신비한 TV 서프라이즈》(2011년 9월 25일) - 김하영